# Chutima Durongdej
Chutima Chantelle Durongdej (ชุติมา ดุรงค์เดช), soprannominata Kai Mook (ไข่มุก) (Bangkok, 6 dicembre 1985) è una modella thailandese, incoronata Miss Thailandia Universo il 28 marzo 2009.
Ha inoltre rappresentato la Thailandia a Miss Universo 2009 il 23 agosto a Nassau, dove ha vinto il titolo di Miss Photogenic e si è classificata al secondo posto per la fascia di Best National Costume.
In precedenza la Durongdej aveva studiato nel Regno Unito, e pertanto aveva avuto l'opportunità di partecipare a Miss Londra e Miss Wimbledon, dove si era piazzata, rispettivamente, terza classificata e seconda classificata. Era stata inoltre scelta fra le top 20 che avrebbero partecipato al reality show Britain's Next Top Model nel 2006.